# Walter Maurer (artista)
Walter Helmut Maurer (Dachau, 20 de março de 1942) é um designer e professor universitário alemão, que é um importante representante do cubismo moderno e do expressionismo na Alemanha.
Nas suas obras de arte, ele explica frequentemente questões de ética contra o racismo e o extremismo. Foi também parceiro artístico de Andy Warhol, Roy Lichtenstein, César Manrique e Frank Stella.